# Pogonochloa
Pogonochloa là một chi thực vật có hoa trong họ Hòa thảo (Poaceae).